# Hans Friedrich Reichel

Hans Friedrich Reichel

Hans Friedrich Reichel (* 24. Februar 1878 in Berthelsdorf; † 9. April 1939 in Rahlstedt) war ein deutscher Rechtswissenschaftler.

## Leben
Nach dem Abitur 1896 am Askanischen Gymnasium Berlin studierte er Rechtswissenschaften und Philosophie in Berlin und Leipzig. 1905 habilitierte er sich an der Universität Leipzig für Bürgerliches Recht und Rechtsphilosophie. Ab 1909 wirkte er als ao. Professor an der Universität Jena. Von 1911 bis 1920 lehrte er als Professor für Römisches Recht an der Universität Zürich und von 1920 bis 1936 als Professor für Bürgerliches Recht, Römisches Recht und Rechtsphilosophie an der Universität Hamburg.

## Schriften (Auswahl)
- Der Begriff der Frucht im römischen Recht und im Deutschen BGG. Leipzig 1900 (Diss. iur.)
- Die Sozietätsphilosophie Franz von Baaders: seine Lehren über Geschichte und Gesellschaft, Staat und Kirche. Leipzig 1901 (Diss. phil.)
- Die Mäklerprovision. München 1913 (Digitalisat).
- Bestellung und Stellung der Richter in der Schweiz und im künftigen Deutschland. Tübingen 1919, OCLC 68771385.
- Justizprüfungsarbeiten. Berlin 1921, OCLC 604215016.
- Höchstpersönliche Rechtsgeschäfte. Berlin 1931, OCLC 858829040.
- Vertragsrücktritt wegen veränderter Umstände. Berlin 1933, OCLC 892106863.